# Formicofilia

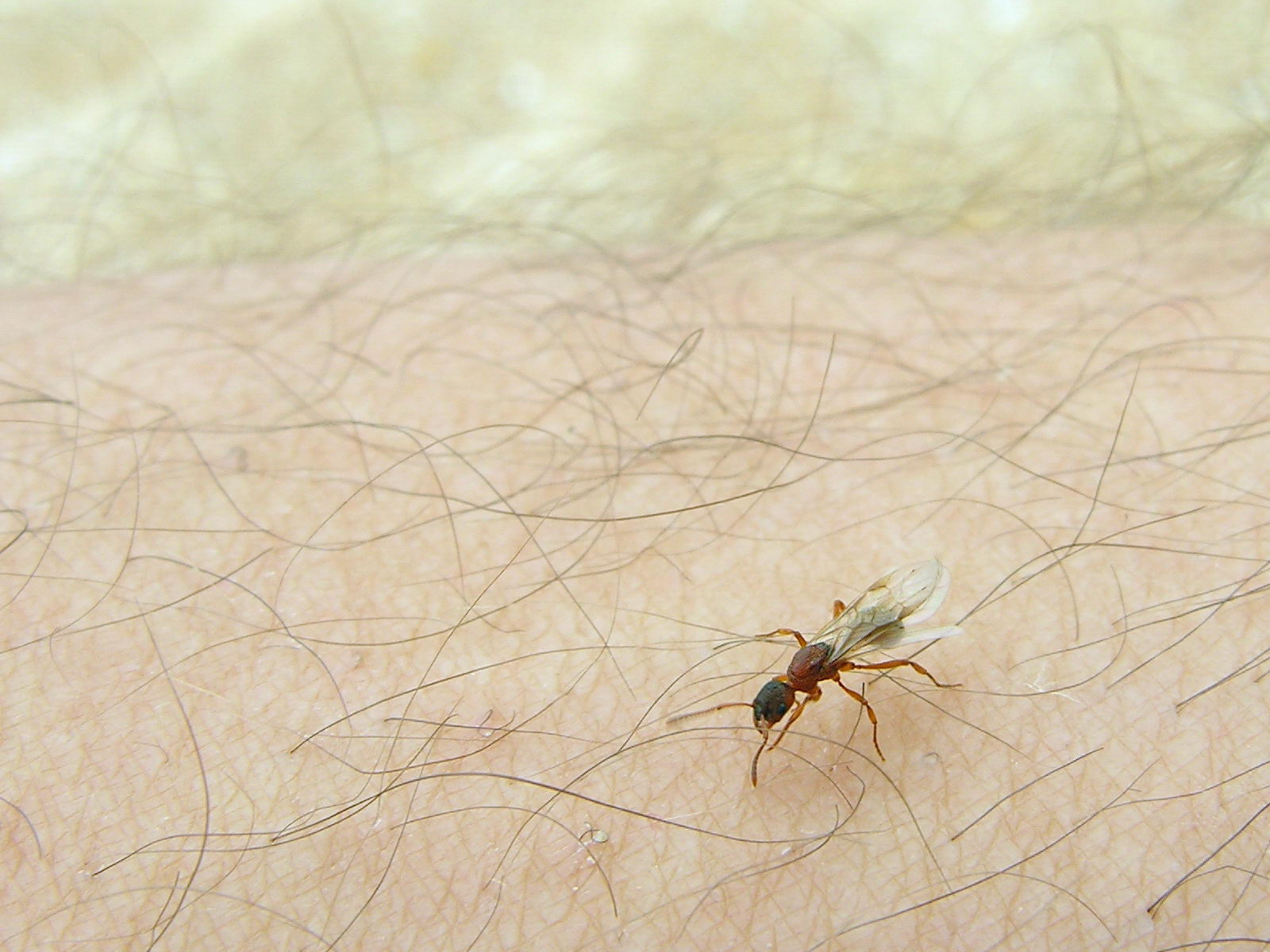
Hormiga sobre piel humana.

La formicofilia (del lat. formica ‘hormiga’, y del gr. φιλία philía ‘amor’) es una forma de zoofilia caracterizada por la obtención de placer sexual mediante el contacto directo con insectos como hormigas u otros animales pequeños. Los que padecen esta parafilia a menudo sienten placer cuando estos animales caminan, muerden o pican las zonas en las que son colocados. Esta parafilia a menudo implica la aplicación de insectos en los genitales, pero otras áreas del cuerpo también pueden ser el foco. El efecto deseado puede ser un cosquilleo, un pinchazo o, en el caso de babosas, una sensación viscosa o la imposición de angustia psicológica a otra persona.
El término fue acuñado por Ratnin Dewaraja y John Money en 1986.
Aunque el término también se utiliza para denominar a la misma práctica con otros animales pequeños tales como ranas, caracoles o moscas, «entomofilia» —en el ámbito de la sexualidad humana— es un término más correcto para denominar la parafilia que incluye obtener placer sexual de la interacción con esta gama más amplia de animales.[cita requerida]